# Nephodia discoloraria
Nephodia discoloraria är en fjärilsart som beskrevs av Herrich-Schäffer 1855. Nephodia discoloraria ingår i släktet Nephodia och familjen mätare. Inga underarter finns listade i Catalogue of Life.